# 64-es busz (Budapest)
A budapesti 64-es jelzésű autóbusz Hűvösvölgy és Solymár, Auchan áruház között közlekedik. A viszonylatot a MÁV Személyszállítási Zrt. üzemelteti. Betétjáratai 64A és 64B jelzéssel a Templom térig, illetve a vasútállomásig közlekedik. Ünnepnapokon az Auchan áruház zárvatartása miatt a 64B busz pótolja. Ezen felül útvonala párhuzamosan halad a 164B busszal a vasútállomásig, a 164-essel a Templom térig, valamint a 264-essel a Községházáig. Éjszaka a 964-es buszjárat közlekedik helyette, ami nem érinti a 64-es Templom tér és az Auchan áruház közötti szakaszát.

## Története
A solymári autóbuszjáratok története az 1930-as évek elejéig nyúlik vissza. 1932 nyarán 205-ös járatszámmal közlekedett autóbusz Hűvösvölgy és Solymár felé, a következő évben a járat megszűnt, pótlására 206-os számmal indítottak új járatot Solymáron át egészen Pilisszentivánig. 1934-ben ezt a járatot is megszüntették, helyette a még hosszabb útvonalon közlekedő 207-es busz szolgálta ki a térség közlekedési igényeit (Hűvösvölgy–Solymár-Pilisvörösvár). 1937 szeptemberében e járat útvonalát az óbudai villamos kocsiszínig hosszabbították meg, 1939 nyarán pedig – gyümölcsérés idején – éjszaka is közlekedett ugyanezen járat, Solymár és Nagyvásártelep között.
1944 tavaszán, az első nagyobb bombatámadások után leállt több hűvösvölgyi buszjárat, így a 207-es közlekedése is. A Solymárt érintő tömegközlekedési járatok csak két év kihagyás után, 1946. április 23-án indultak újra, ekkortól eredeti útvonalán közlekedett a 205-ös és a 206-os, valamint újra Pilisvörösvárig járt a 207-es busz is. Ez az állapot 1952. február 12-éig maradt fent, amikor a két utóbbi buszjárat megszűnt, a 205-ös pedig szám helyett S betűjelzést kapott.
A következő nagyobb járatátszervezés és -átszámozás 1954. április 1-jén lépett életbe, ettől az időponttól keltezhető a későbbi 64-es „buszcsalád” születése, miután ezen a napon 64-es járatszámot kapott az addigi S járat. A 64-es buszok végállomása ettől kezdve egészen 2012-ig Solymár, Templom tér volt, leszámítva néhány, nem túl hosszú időszakot, amikor – eleinte inkább a József Attila utca útpályájának kritikus állapota, később az utcában folyó nagyszabású útépítési munkák miatt – a buszok nem tudtak felmenni a Templom térre és kénytelenek voltak a községházánál megfordulni.
A Pest Megyei Műanyagipari Vállalat 1959-es megalapítása után 1962-ben újabb járat indult a településre, Solymár, PEMÜ végállomással, 1965-től a Templom tér érintésével, amely a 64Y jelzést kapta. A 64Y jelzését 1977. január 1-jén 164-esre módosították. 1982. március 20-án újabb buszjárat indult Solymárra, a 64-es és a 164-es mellett, ez gyorsjáratként közlekedett a Moszkva tér (Várfok utca) és Solymár, Templom tér között, hétvégenként, a solymári üdülőtelek-tulajdonosok igényeihez igazítva. A tavasztól őszig közlekedő T2-es járat hat éven át szolgált, majd 1989-ben, kihasználatlanság miatt megszüntették.
A következő nagyobb változás a 64-es buszcsalád életében a belső végállomás áthelyezése volt, a korábbi Hűvösvölgy, Népkert elnevezésű buszvégállomásról az 1999. július 7-én átadott új, a hűvösvölgyi villamosjáratokkal közös végállomásra. A buszcsalád jelenlegi járatrendje 2012-ben alakult ki, két lépcsőben: május 1-jén éjszakai buszjárat indult a 164-es vonalán, 964-es számmal, augusztus 4-étől pedig a korábbi kettő helyett immár négy járat (64, 64A, 164, 264) szolgálja a térségben élők nappali tömegközlekedési igényeit. 2013. február 16-án a járaton bevezették az elsőajtós felszállási rendet.
A vonal üzemeltetője 2014. május 10-éig a Budapesti Közlekedési Zrt. volt, május 11-étől a Volánbusz üzemelteti.
2024. december 15-étől a 831-es buszok helyett a 64-es járatcsalád több indulása is a solymári vasútállomás érintésével közlekedik, ezért ezek külön viszonylatjelzéssel (64B, 164B) közlekednek, ennek következtében a 164-es és 264-es viszonylatok a továbbiakban nem térnek be az állomáshoz. A 64B viszonylat útvonala megegyezik a 64-esével, azonban nem érinti az Auchan áruházat, míg a 164B a korábban vasútállomáshoz betérő 164-essel azonos útvonalon jár Hűvösvölgy és a PEMÜ között.

## Útvonala
| Solymár, Auchan áruház felé |
| Hűvösvölgy vá. – Hűvösvölgyi út – Hidegkúti út – Rózsika utca – Mátyás király utca – József Attila utca – Dózsa György utca – Templom tér – Dózsa György utca – József Attila utca – Mátyás király utca – Vasút utca – bekötőút – Solymár vasútállomás, forduló – bekötőút – 11 302-es számú út (Valkó út) – Auchan bekötőút – Solymár, Auchan áruház vá. |
| Hűvösvölgy felé |
| Solymár, Auchan áruház vá. – Auchan bekötőút – 11 302-es számú út (Valkó út) – bekötőút – Solymár vasútállomás, forduló – bekötőút – Vasút utca – Mátyás király utca – József Attila utca – Dózsa György utca – Templom tér – Dózsa György utca – József Attila utca – Mátyás király utca – Rózsika utca – Hidegkúti út – Hűvösvölgyi út – Hűvösvölgy vá. |

## Megállóhelyei
Az átszállás kapcsolatok között az azonos, de rövidebb útvonalon közlekedő 64A (Templom térig) és 64B betétjárat (vasútállomásig) nincs feltüntetve.
| 0                                     | Hűvösvölgy végállomás             | 25 | 29, 57, 63, 157, 157A, 164, 164B, 257, 264 56, 56A, 59B, 61 Gyermekvasút |
| 0                                     | Bátori László utca                | 23 | 57, 63, 157, 157A, 164, 164B, 257, 264                                   |
| 1                                     | Hunyadi János utca                | 22 | 57, 164, 164B, 257, 264                                                  |
| 2                                     | Kossuth Lajos utca                | 21 | 57, 164, 164B, 257, 264                                                  |
| 3                                     | Kölcsey utca                      | 20 | 57, 164, 164B, 257, 264                                                  |
| 4                                     | Mikszáth Kálmán utca              | 19 | 57, 164, 164B, 257, 264                                                  |
| 5                                     | Községház utca                    | 18 | 57, 164, 164B, 257, 264                                                  |
| 6                                     | Templom utca (Kultúrkúria)        | 18 | 57, 164, 164B, 257, 264                                                  |
| 7                                     | Solymári elágazás                 | 17 | 57, 164, 164B, 257, 264                                                  |
| 8                                     | Szarvashegy utca                  | 16 | 164, 164B, 264                                                           |
| 9                                     | Örökzöld utca                     | 15 | 164, 164B, 264                                                           |
| 10                                    | Kökörcsin utca                    | 14 | 164, 164B, 264                                                           |
| Budapest–Solymár közigazgatási határa |                                   |    |                                                                          |
| 11                                    | Anna kápolna                      | 13 | 164, 164B, 264                                                           |
| 12                                    | Munkás utca                       | 12 | 164, 164B, 264                                                           |
| 13                                    | Bajcsy-Zsilinszky utca            | 11 | 164, 164B, 264                                                           |
| 14                                    | Solymár, községháza               | 10 | 164, 164B, 264 831                                                       |
| 15                                    | Dózsa György utca                 | 9  | 164, 164B 831                                                            |
| 17                                    | Templom tér                       | 8  | 164, 164B 831                                                            |
| 18                                    | Dózsa György utca                 | 7  | 164, 164B 831                                                            |
| 19                                    | Solymár, községháza               | 6  | 164, 164B, 264 831                                                       |
| 20                                    | Solymár, temető                   | 5  | 164B 830, 831, 832                                                       |
| 22                                    | Solymár vasútállomás              | 3  | 164B 830, 831, 832 S72 Z72 S76                                           |
| 27                                    | Solymár, Auchan áruház végállomás | 0  | 218 830                                                                  |

## Képgaléria

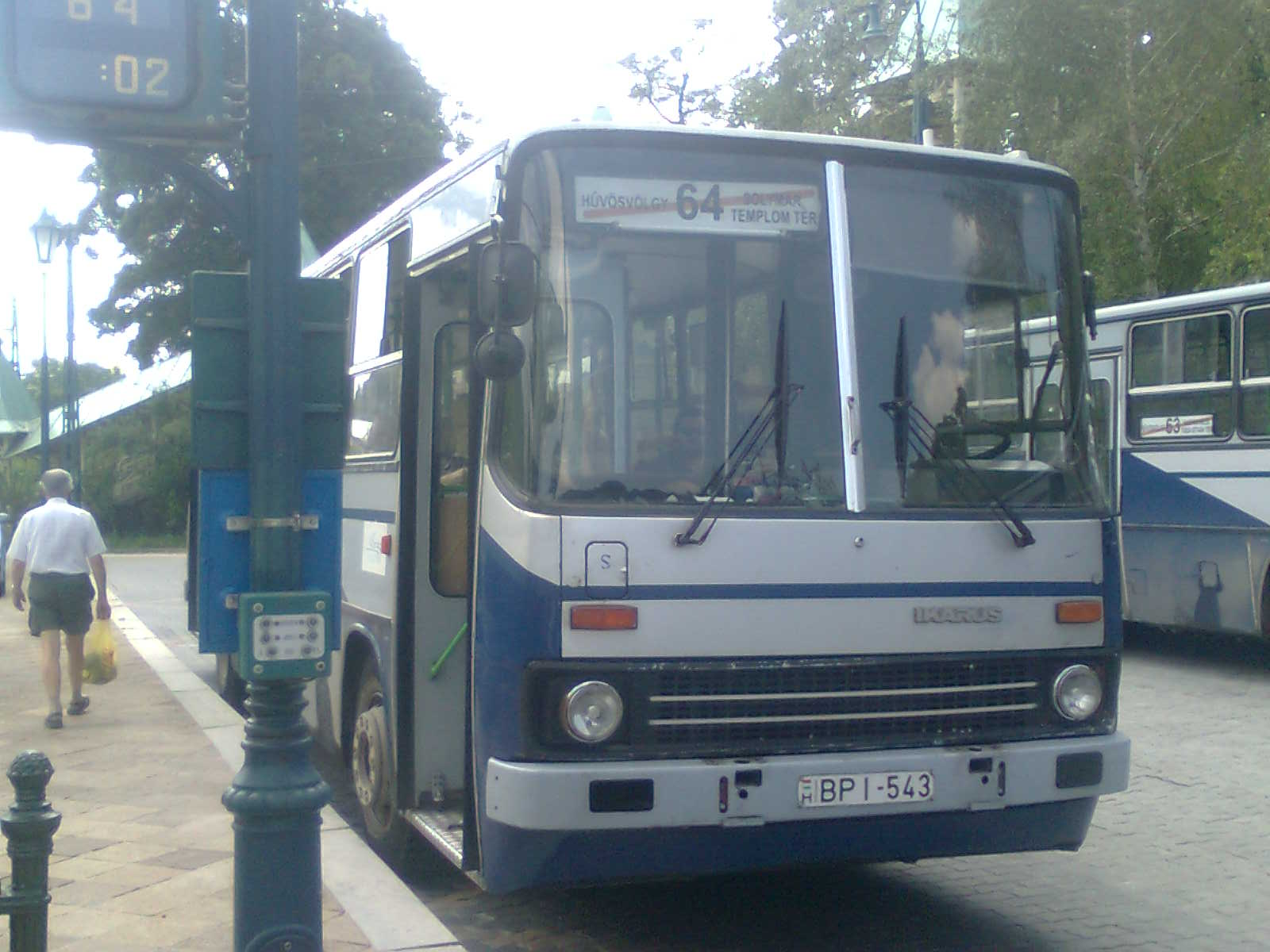
64-es busz a hűvösvölgyi végállomáson
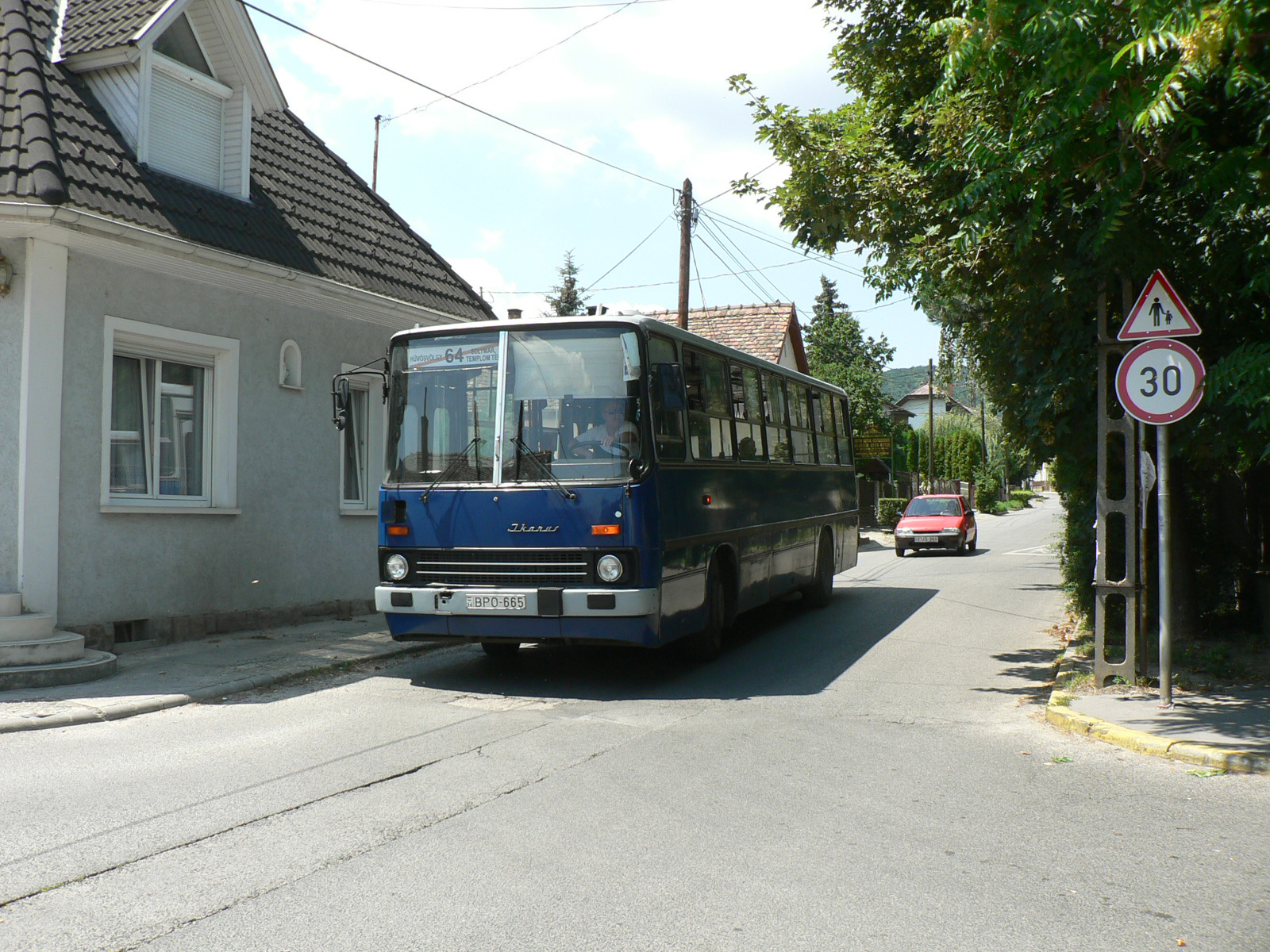
Útlezárás miatt rendhagyó útvonalon közlekedő 64-es busz Solymár központjában (2008)
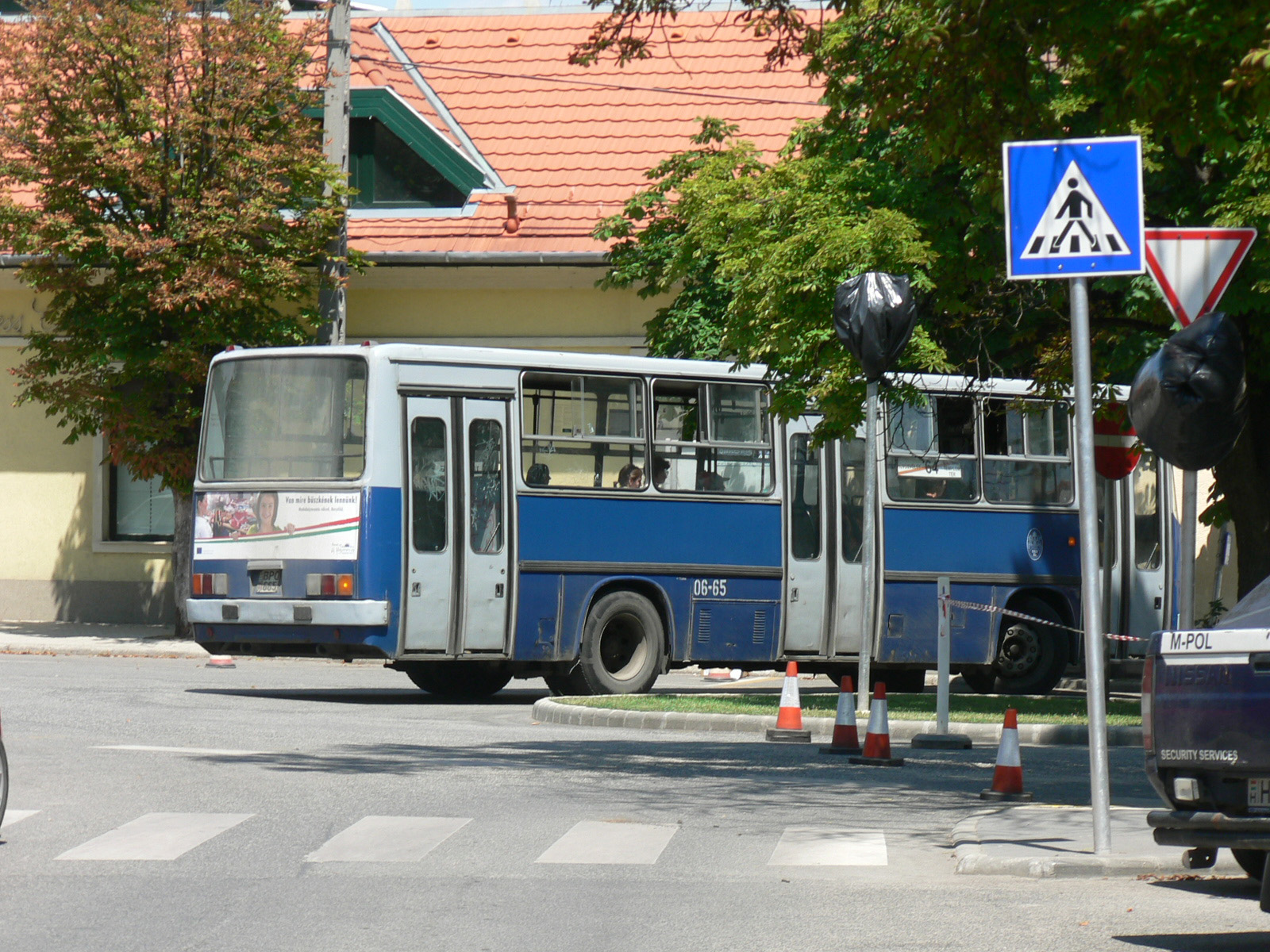
Útlezárás miatt rendhagyó útvonalon közlekedő 64-es busz Solymár központjában (2008)
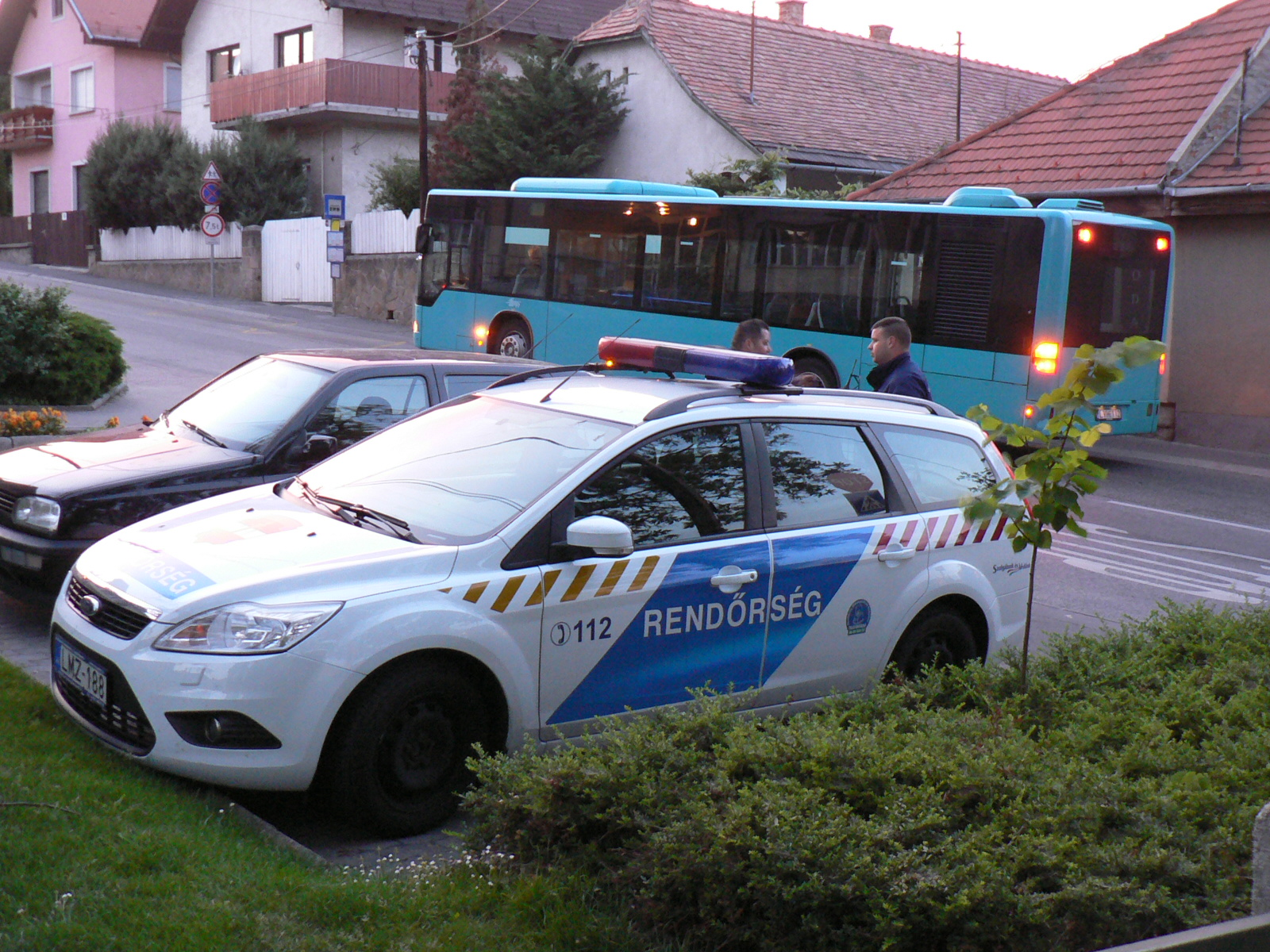
A LYH-112 frsz. 64-es busz balesete Solymár, községháza megállóhelynél (2012)
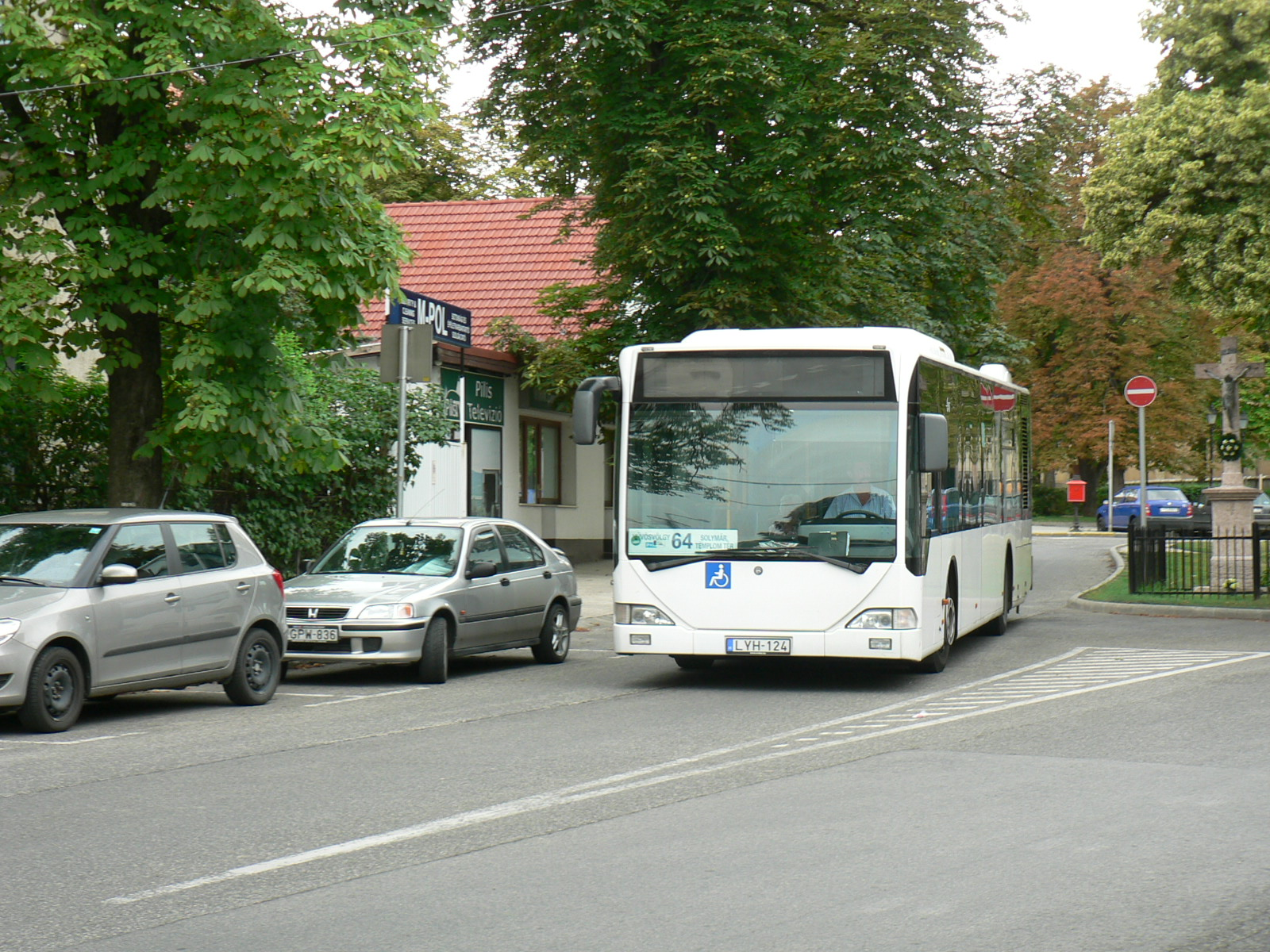
64-es busz Solymár, Templom téren (LYH-124, 2012, még fehér festéssel)